# Edlaston
Edlaston – wieś w Anglii, w hrabstwie Derbyshire, w dystrykcie Derbyshire Dales. Leży 19 km na zachód od miasta Derby i 197 km na północny zachód od Londynu.